# Microfilaria

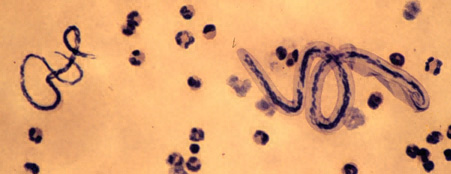
Microfilarias de Mansonella perstans (izquierda) y Loa loa (derecha) en un frotis de gota gruesa teñido con hematoxilina. Mansonella perstans no tiene vaina y tiene una cola roma con núcleos que se extienden hasta el final de la cola. Loa loa es más grande, tiene vaina, y una columna nuclear relativamente densa.

La microfilaria es una filaria en su etapa temprana de vida. Esta etapa está presente en ciertos parásitos nematodos de la familia Onchocercidae. Son producto del apareamiento de las filarias adultas (que ocurre dentro del vertebrado, hospedero definitivo). Son más pequeñas que los adultos, y son liberadas en el sistema circulatorio o de linfático para que el vector (hospedero intermedio) pueda extraerlos para continuar con su ciclo de vida dentro del vector, madurar e infectar otro nuevo hospedero. 
La presencia de microfilarias en el torrente sanguíneo del huésped se denomina "microfilaremia". El éxito de los programas de erradicación de la filariasis generalmente se mide por la reducción en el número de microfilarias circulantes (carga filarial) en individuos infestados dentro de un área geográfica.

## Microfilarias y L1

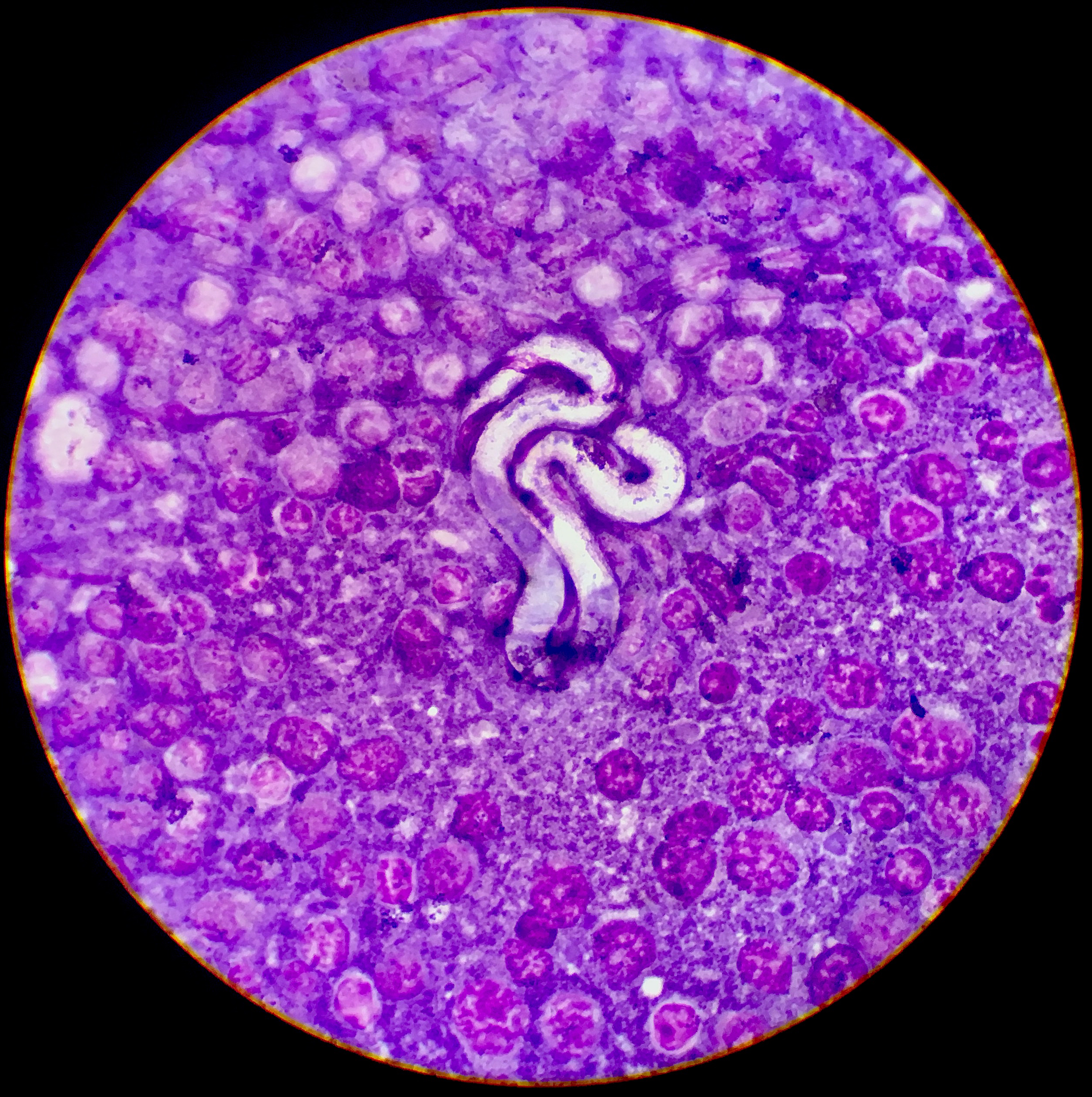
Microfilaria de Dirofilaria immitis (gusanos del corazón) entre linfocitos inmaduros, donde se observan criterios de malignidad. Frotis tipo impronta de los ganglios linfáticos de un perro con linfoma. Aumento de 1000X.

Microfilaria es un término usado para referirse a aquellas filarias circulantes en la sangre. Curiosamente hay diferencias de posturas respecto a la correspondencia de las microfilarias con las etapas larvales.
Unos afirman que las microfilarias son "pre-larvas o embriones avanzados" que se transformaran en larvas de primera etapa (L1) dentro del vector.
Otros consideran que las microfilarias son larvas de primera etapa.

## Patogenicidad
Principalmente, las filarias en etapa adulta generan la patología al obstruir vías linfáticas o saturar tanto un órgano que deja de funcionar. El caso de una filaria que en su estadio de microfilaria causa patología es la oncocercosis, donde la Onchocerca volvulus puede afectar al ojo.

### Infecciosidad
Todos los parásitos necesitan algún mecanismo para poder infectar a otros individuos. Las microfilarias aprovechan su pequeño tamaño para poder pasar por capilares, donde pueden ser succionadas por el vector. Pueden ser encontradas en la sangre (como Wuchereria bancrofti, Brugia malayi, Loa loa, Mansonella perstans y Mansonella ozzardi) en el líquido linfático de la piel (Onchocerca volvulus y Mansonella streptocerca).

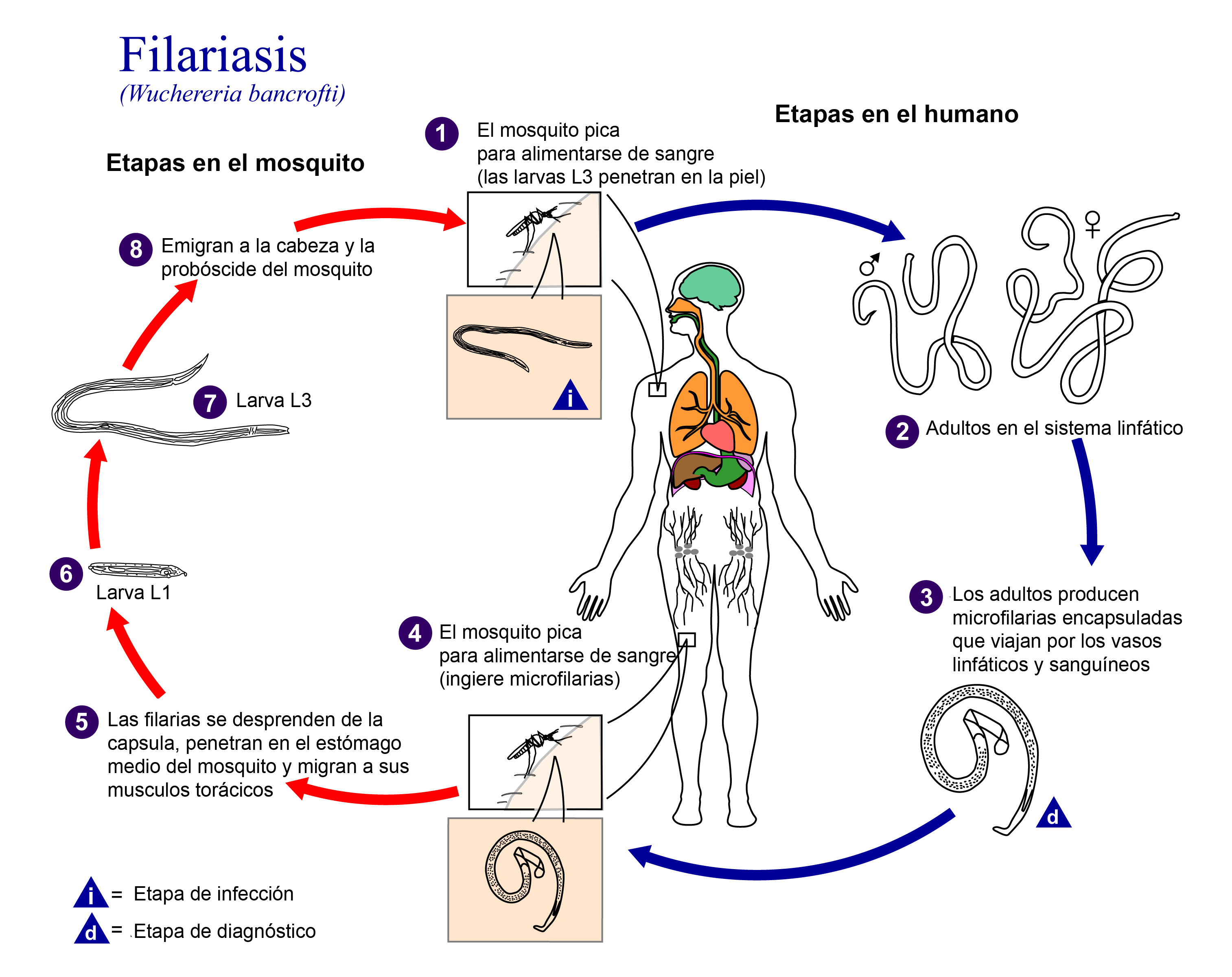
Ciclo biológico de Wuchereria bancrofti. Nótese que se refiere al Estadio L1 como posterior a la ingesta del mosquito, o sea, posterior a la etapa de microfilaria.

### Periodicidad
Otra característica que presentan las microfilarias es la periodicidad. Fue descubierta en 1879, por Patrick Manson en Wuchereria bancrofti. Observó que en la noche aumentaba la carga microfilarial en la circulación periférica.
No todas las especies de filarias son nocturnas. Varía entre especies y cepas de la misma especie.
La periodicidad puede o no estar presente en las microfilarias, varía según la especie. Por ejemplo, Brugia malayi, Wuchereria bancrofti suelen presentar periodicidad nocturna, Loa Loa suele presentar periodicidad diurna, y Onchocerca volvulus, Mansonella ozzardi y Mansonella perstans no presentan ninguna periodicidad.
Un caso de variación en la misma especie se encuentra en las microfilarias de Wuchereria bancrofti. En el Caribe, partes de América del Norte y del Sur, África y Asia son nocturnas, mientras que en Filipinas la carga filarial es el doble durante la noche que durante el día. La cepa endémica de las islas del Pacífico Sur es diurna subperiódica (Están presentes en la circulación periférica las 24 horas, pero su número aumenta durante el día).
Este fenómeno parece estar influenciado por las costumbres de ingesta del vector. Esto aumenta la oportunidad de que los vectores ingieran las microfilarias en determinados momentos. Podemos ver que el vector de las cepas nocturnas (Caribe, África y Asia) de Wuchereria bancrofti es el mosquito Culex fatigans de alimentación nocturna, mientras que el vector para la cepa subperiódica diurna (La de las islas del Pacífico Sur) es el alimentador diurno, Aedes polynesiensis.

## Estructura
Examinadas en sangre fresca, las microfilarias son organismos diminutos, transparente, incoloro, parecido a una serpiente que, sin desplazarse por el portaobjetos, se mueve vigorosamente. A simple vista parece que no tienen mayor complejidad, pero al verlo bajo un microscopio y usando una tinción adecuada podemos ver dos características resaltantes. La vaina y los núcleos.
La vaina se ve como una estructura en la que todo el animal esta encerrado, un saco delicado, flojo, en el que se mueve hacia adelante y hacia atrás. Es una estructura sobrante, vestigio del huevo del que salió. Algunas filarias presentan vaina como Brugia malayi, Wuchereria bancrofti y Loa loa y otras no como Onchocerca volvulus, Mansonella ozzardi y Mansonella perstans.
Los núcleos se ven como una agregación irregular de material granular que, mediante una tinción adecuada, puede mostrarse como una víscera de algún tipo. Todas las microfilarias las presentan, lo que varia es su morfología como, por ejemplo, el del Wuchereria bancrofti cuyo núcleo parece no extenderse hasta la punta de la cola. Brugia malayi presenta en su cola dos núcleos separados. Loa loa presenta núcleos se extienden hasta la punta de la cola.

Ciclo biológico de Dirofilaria immitis. Nótese que se refiere al Estadio L1 como anterior a la picadura del mosquito. Como si fuera sinónimo de microfilaria.

## Desarrollo
La microfilaria es la etapa que se desarrolla a partir del huevo. Son producto del apareamiento de dos filarias adultos. La hembra, o eclosiona el huevo en su útero, o libera el huevo embrionado. Para llegar a etapa adulta las filarias tiene que madurar dentro del vector. Son ingeridas por el vector, maduran hasta convertirse en larvas de tercera etapa (L3), son estas las que infectan al hospedero.
Para ilustrarlo mejor veamos el ciclo de vida de la Dirofilaria immitis (Filaria cardíaca) agente causal de la Filariasis cardíaca.
Los adultos de D. immitis (están en estado L5) suelen residir en la arteria pulmonar y, en las infecciones graves, en el ventrículo derecho, de su huésped definitivo: el perro. Las hembras pueden medir entre 25 y 30 cm y los machos entre 15 y 18 cm. Tras el apareamiento la hembra libera microfilarias (que, según el autor están en L1) al torrente sanguíneo del huésped. El flujo sanguíneo lleva las microfilarias lejos del corazón, y debido a su pequeño tamaño pasan fácilmente por los vasos pequeños.
Una vez dentro del mosquito, las microfilarias pasan por dos mudas (de L1 a L2 y finalmente a L3) durante un periodo de 8 a 17 días. La larva resultante (L3) es infecciosa, y se transmite al nuevo hospedero mientras el mosquito pica al nuevo hospedero. El parásito aprovecha los tejidos del hospedero para realizar otra muda (de L3 a L4). Esto ocurre después de 1 a 12 días de la infección- La muda final demora de 50 a 68 días tras la infección (De L4 a L5). La filaria en L5 es inmadura, para alcanzar la madurez final migra al corazón y a los pulmones donde madura y se aparea.
Pasado entre 6 a 7 meses de la infección el hospedero es microfilarémico. Eso no quiere decir que en ese momento haya iniciado los síntomas, ya que a los 2 a 3 meses tras la infección el parásito en L5 empieza a entrar al sistema vascular. Es más fácil detectar el parásito en sangre periférica en tiempos de verano y al atardecer debido a la periodicidad de las filarias. El tiempo de vida de la microfilaria es de 30 meses, menor a la de una Dirofilaria immitis adulta que viven hasta los 5 años.